# Trinidad and Tobago International
Die Trinidad and Tobago International sind offene internationale Meisterschaften von Trinidad und Tobago im Badminton. Sie wurden erstmalig unter dem Namen Trinidad and Tobago International 2015 in St. Augustine ausgetragen. Das Preisgeld betrug 5000 US-Dollar. Im August 2023 wurde die Turnierserie nach acht Jahren Pause fortgesetzt. Bereits 2004 fand ein CaReBaCo Trinidad & Tobago International genanntes Turnier statt.

## Die Sieger
| Jahr      | Herreneinzel        | Dameneinzel                       | Herrendoppel                  | Damendoppel                   | Mixed                                |
| --------- | ------------------- | --------------------------------- | ----------------------------- | ----------------------------- | ------------------------------------ |
| 2015      | Martin Giuffre      | Elisabeth Baldauf                 | Luis Ramón Garrido Lino Muñoz | Haramara Gaitan Sabrina Solis | David Obernosterer Elisabeth Baldauf |
| 2016 2022 | nicht ausgetragen   | nicht ausgetragen                 | nicht ausgetragen             | nicht ausgetragen             | nicht ausgetragen                    |
| 2023      | Mark Shelley Alcala | Vanessa Maricela Garcia Contreras | Ryan Ma Daniel Zhou           | Jeslyn Chow Eliana Zhang      | Akili Haynes Priyanna Ramdhani       |
| 2024      | nicht ausgetragen   | nicht ausgetragen                 | nicht ausgetragen             | nicht ausgetragen             | nicht ausgetragen                    |